# Serra de Sant Marc (Guardiola de Berguedà)
La Serra de Sant Marc és una serra situada al municipi de Guardiola de Berguedà a la comarca del Berguedà, amb una elevació màxima de 1.613 metres.